# Mestre Ambrósio
Mestre Ambrósio é uma banda recifense surgida no movimento manguebeat, e criada em 1992. Depois de quase 20 anos sem subir aos palcos, a banda Mestre Ambrósio voltou ao cenário musical, em show no Clube Português, para comemorar os 30 anos de criação. A turnê comemorativa começou em novembro de 2022 e já passou por várias cidades do Estado de São Paulo, reunindo a formação original: Siba (vocal, guitarra e rabeca), Eder “O” Rocha (percussão), Helder Vasconcelos (fole de 8 baixos, percussão e coro), Sérgio Cassiano (vocal e percussão), Mazinho Lima (baixo e coro) e Mauricio Bade (percussão e coro).

## História
A banda nasceu em 1992, originalmente com Siba (Sérgio Veloso) na guitarra e rabeca, Eder "O" Rocha (Eder Rocha dos Santos-nascido a 19 de agosto de 1966) (percussão), Hélder Vasconcelos (teclados, depois percussão e fole de oito baixos). Mais tarde entraram Mazinho Lima (baixo elétrico e triângulo), Sérgio Cassiano (percussão e vocal) e Mauricio Alves (percussão), a banda tem base na música nordestina, como o forró, maracatu, coco, baião, caboclinhos e ciranda.
O nome do grupo é uma homenagem ao mestre de cerimônias do teatro folclórico popular Cavalo Marinho na Zona da Mata.
Suas letras são inspiradas na tradição popular e ainda tem um pouco de rock, jazz e música árabe. O primeiro CD de 1996 foi produzido por Lenine, Marcos Suzano e Denílson Campos.
O grupo havia encerrado suas atividades em 2004. Seu retorno foi anunciado após 18 anos, no perfil da banda no Instagram.

## Discografia
- Mestre Ambrósio (1996) — Independente
- Fuá na casa de CaBRal (1998) — Chaos/Sony Music
- Terceiro Samba (2001) — Chaos/Sony Music
- A Música Brasileira deste Século por seus Autores e Intérpretes - ao vivo (2003) — SESC São Paulo

## Participações
- Beleza Mano - Chico César (1997)
- Universo Umbigo - Karnak (banda) (1997)
- Chico Buarque Songbook Vol. 5 (1999)
- Baião de Viramundo - Tributo a Luiz Gonzaga (2000)
- São Paulo Confessions - Suba (2000)
- Por Pouco - Mundo Livre S/A (2000)
- Casa de Todo Mundo – Mário Sève (2007)

## Integrantes
- Siba - vocal, rabeca, guitarra elétrica
- Sérgio Cassiano - vocal, percussão
- Eder "O" Rocha - percussão, vocal de apoio
- Helder Vasconcelos - percussão, fole de oito baixos, vocal de apoio (anteriormente guitarra e teclados)
- Mazinho Lima - baixo elétrico, percussão, vocal de apoio
- Maurício Alves - percussão, vocal de apoio